# Black Strobe
Black Strobe est un groupe de musique électronique français. Formé en 1997, il est initialement composé d'Arnaud Rebotini et du DJ français Ivan Smagghe, le groupe s'est peu à peu étoffé avec l'arrivée d'autres musiciens. Leur musique se rapproche de l'EBM et de l'electroclash.

## Biographie
En 10 ans d’existence, Black Strobe remixe des artistes variés tels que Depeche Mode, Bloc Party, Röyksopp, Goldfrapp, The Rapture, The Hacker, David Guetta (The World Is Mine), Rammstein (Keine Lust), ou encore Ayumi Hamasaki (About You).
En 2007, leur album Burn Your Own Church sort, à la suite de quoi Ivan Smagghe quitte le groupe et laisse Rebotini seul aux commandes de Black Strobe. En 2008, le morceau I'm a Man, reprise de Bo Diddley, est utilisé comme bande-annonce du film de Guy Ritchie, RocknRolla. En 2010, il apparaît à nouveau dans un film de Pascal Bourdiaux, Le Mac, dans la série The Walking Dead (fin de l'épisode 2 de la saison 1) ainsi que dans la bande annonce de Django Unchained réalisé par Quentin Tarantino. En 2013, il figure dans la comédie américaine Les Miller, une famille en herbe. L'année suivante, il est employé dans l'épisode 12 de la saison 5 de The Vampire Diaries.
En 2009, un EP sort sous le titre Back from Beyond chez (Supersoul Recordings), qui est accompagné début 2010 par un clip réalisé par Laurent Chanez, rencontré en 2004 via le Groupe de recherches musicales (GRM).
En 2010, Black Strobe remonte sur les planches, et après la réédition de Me and Madonna sur le label (Kitsuné), Arnaud Rebotini lance son propre label Blackstrobe Records. On retrouve Black Strobe - Me and Madonna (The Twelves Remix) sur la compilation Kitsuné Maison Compilation 10: The Fireworks Issue et l'on peut également entendre Shining Bright Star dans la bande-annonce d'Assassin's Creed: Brotherhood.
En 2014, le groupe sort l'album # Broken Phone Blues.

## Discographie

### Singles
- 1997 : Paris Acid City (Source Records)
- 2000 : Innerstrings (Output Recordings)
- 2002 : Me And Madonna (Output Recordings)
- 2003 : Italian Fireflies (Kitsuné Music)
- 2005 : Deceive/Play (Blackstrobe Records)
- 2006 : Last Dub On Earth (Crosstown Rebels)
- 2007 : Black Metal (Playlouderecordings)
- 2007 : I'm a Man (Playlouderecordings)
- 2007 : Shining Bright Star (Playlouderecordings)

### Remixes
- 2001 : Playgroup - Number One
- 2002 : Cosmo Vitelli - Robot Soul
- 2002 : Märtini Brös - The Biggest Fan
- 2002 : Justin Robertson presents Revtone - Everpresent
- 2002 : Sir Drew - Shemale
- 2002 : W.I.T. - Hold Me, Touch Me
- 2003 : Dominatrix - The Dominatrix Sleeps Tonight
- 2003 : The Hacker, Millimetric et David Carretta - Moskow Reise
- 2003 : The Rapture - Sister Saviour
- 2003 : Röyksopp - Eple
- 2003 : Tiefschwarz - Ghostrack
- 2003 : Tones on Tail - Means of Escape
- 2004 : Alexkid - Pick It Up
- 2004 : Alter Ego - Rocker
- 2004 : Dave Clarke - What Was Her Name?
- 2004 : Depeche Mode - Something to Do
- 2004 : David Guetta - The World Is Mine
- 2004 : Oscar - Loa
- 2004 : Rammstein - Keine Lust
- 2004 : Sweet Exorcist - Test Four
- 2005 : Bloc Party - Like Eating Glass
- 2005 : Fischerspooner - Never Win
- 2005 : The Hacker - Flesh and Bone
- 2005 : White Rose Movement - Love Is a Number
- 2005 : Sweet Light - Abusator
- 2006 : Nitzer Ebb - Getting Closer
- 2007 : Olga Kouklaki - Getalife
- 2007 : Vive la fête - La Route
- 2007 : The Neon Judgement - 13.13
- 2008 : Ayumi Hamasaki - About You
- 2010 : Lindstrom & Christabelle - Baby Can't Stop (Tsugi Mix)
- 2010 : Acid Washed - General Motors, Detroit, America
- 2010 : Tape to Tape - Pure and Easy
- 2010 : Majeure - The Dresden Codex
- 2010 : Taxi Girl - Chercher le garçon
- 2010 : The Toxic Avenger - Angst: One
- 2011 : Turzi Electronic Experience - Connaissance
- 2011 : The Subs - Decontrol